# بنية جزيئية مستوية مربعة
البنية الجزيئية المستوية المربعة هي واحدة من التشكيلات الفراغية التي يمكن أن تكون عليها البنية الجزيئية للمركبات الكيميائية بحيث تتوضع الذرات على رؤوس مربع مستوي يحيط بذرة في مركزه.

## أمثلة
من الأمثلة على البنية الجزيئية المستوية المربعة كل من رباعي فلوريد الزينون XeF4 وأنيون رباعي كلورو البلاتينات 2−PtCl4؛ وكذلك مركب سيسبلاتين.

## خواص
لهذه النوع من البنية الجزيئية تناظر من النمط D4h؛ وعدد تناسقي مقداره 4؛ في حين أن زاوية الرابطة تكون في الأحوال المثالية يمقدار 90° درجة.